# Rejilla de cartón
También denominada colmena en algunas zonas, la rejilla de cartón es el acondicionador que permite la separación de botellas o productos similares (botes, tarros, etc.) dentro de sus embalajes. Se fabrica en cartón ondulado de poco espesor o cartoncillo y generalmente se forma encastrando dos o más paredes transversales sobre una o dos longitudinales. Existen en la actualidad máquinas automáticas que realizan esta operación aunque también pueden construirse como prolongación de la plancha. Al embalaje resultante se le denomina genéricamente caja con rejilla incorporada.
- Datos: Q6104857